# São Cristóvão (Sergipe)
São Cristóvão é um município brasileiro do estado de Sergipe, localizado na Região Metropolitana de Aracaju, no leste do estado, e fundada por espanhóis. Limita-se com os municípios de Aracaju a leste, Nossa Senhora do Socorro, Laranjeiras e Areia Branca ao norte, e Itaporanga d'Ajuda a oeste e sul.
O centro do município é uma região de grande valor histórico, que ainda conserva muitas ruas e edificações do período colonial. Na região do bairro Rosa Elze, no leste do município, onde São Cristóvão faz limite com Aracaju, há uma densa mancha urbana resultante da expansão da área urbana da capital.
Cidade histórica do estado de Sergipe, considerada monumento nacional, São Cristóvão situa-se ao norte do estuário do rio Vaza-Barris, no litoral sergipano.

## População
A maior parte da população da cidade de São Cristóvão, se concentra no complexo do Bairro Rosa Elze, que em 2023 comporta mais de 56 mil habitantes (mais da metade da população total do município).

## História
São Cristóvão foi a primeira capital de Sergipe. Foi fundada por Cristóvão de Barros a 1 de janeiro de 1590, no contexto da Dinastia Filipina em Portugal, durante a União Ibérica.
Durante a época das capitanias hereditárias, foi a primeira capital da nomeada Capitania de Sergipe. Essa titularidade estendeu-se até a transferência da capital para Aracaju em 17 de março de 1855.
A intenção dos espanhóis com sua fundação era a de construir a primeira via terrestre que ligasse o Nordeste Oriental e seus núcleos mores à época (conhecidas como urbes de Filipeia e vila de Olinda) e a urbe de São Salvador da Baía de Todos os Santos. Surgida para fechar a brecha e vácuo geopolítico que havia entre Olinda e São Vicente, o surgimento da urbe de São Cristóvão ameaçou seriamente os normandos e bretões na continuidade da experiência oeste-ibérica no sudoeste atlântico. Isso pode ser comprovado pelos choques entre ibéricos e franceses nos vácuos geopolíticos entre São Vicente e Salvador e posteriormente na zona ao norte de Olinda, localizados entre o extremo leste e a costa norte da mainland, particularmente ilustrado nos conflitos pela Filipeia e França Equinocial. Tratou de ser a ocupação espanhola no vácuo deixado pelos portugueses os quais nunca se interessaram na interiorização no período antes de Filipe II neste lado da América Meridional. Pesquisas históricas e arqueológicas indicam que a cidade atual é a terceira localização. Antes, foi erguida mais próximo ao litoral, nas proximidades da foz do rio Vaza-Barris até firmar-se no local em que hoje se encontra à margem do rio Paramopama, afluente do rio Vaza-Barris. Os dois sítios urbanos anteriores foram invadidos e incendiados por corsários. Em 1634 foi invadida pelos neerlandeses, ficando praticamente destruída. As tropas luso-espanholas, sob o comando do conde de Bagnoli, tentando evitar o abastecimento dos inimigos, incendiaram as lavouras, dispersaram o gado e conclamaram a população a desertar. Os neerlandeses, que encontraram a cidade semideserta, completaram a obra da destruição.
Em 1645, os neerlandeses foram expulsos da capitania de Sergipe, deixando a cidade em ruínas. No final do século XVII, Sergipe foi anexado à Bahia e São Cristóvão passa a sede de Ouvidoria. Em 1710 foi invadida pelos habitantes de Vila Nova (atual Neópolis), região norte de Sergipe, revoltados com a cobrança de impostos por Portugal. Nos meados do século XVIII, a cidade foi totalmente reconstruída. Em 1763 sofreu a invasão dos negros dos mocambos e índios perseguidos.
No dia 8 de julho de 1820, através de decreto de Dom João VI, Sergipe foi emancipado da Bahia sendo elevada à categoria de Província do Império do Brasil. São Cristóvão torna-se, então, a capital.
No final da primeira metade do século XIX, os senhores de engenho lideram um movimento com o objetivo de transferir a capital para outra região, onde houvesse um porto capaz de receber embarcações de maior porte para facilitar o escoamento da produção açucareira, principal fonte da economia na época.
Em 17 de março de 1855, o então presidente da Província, Inácio Joaquim Barbosa, transferiu a capital para Aracaju. A partir desse momento, a cidade passa por um processo de despovoamento e crise, que só é resolvido no início do século XX com o advento das fábricas de tecido e estabelecimento da via férrea.
Outro duro golpe para São Cristóvão foi a perda da sua área litorânea para Aracaju. Em 1954, o prefeito Lourival Baptista efetuou a permuta da área que corresponde à Coroa do Meio, Atalaia e Aruana por um gerador elétrico para a sede do município. Para alguns pesquisadores o objetivo da troca era essencialmente eleitoral, visto que Lourival Baptista conseguiu uma cadeira de Deputado Estadual no ano seguinte com o apoio maciço dos moradores da velha São Cristóvão. Com esta decisão Aracaju passou a ter costa oceânica, uma vez que se encontrava somente às margens do estuário do rio Sergipe.
Em 1980, é erguido às margens do rio Poxim o novo campi Universidade Federal de Sergipe, que já promovia desde 1972 o Festival de Artes de São Cristóvão (FASC). Também nessa década ocorre um processo de conurbação com Aracaju a partir do crescimento do Jardim Rosa Elze e inauguração do Conjunto Eduardo Gomes. A partir de então, surgem outros conjuntos e loteamentos na região a exemplo do Luiz Alves, Rosa Maria e Jardim Universitário. Essa área é a mais populosa e urbanizada da cidade estando a apenas 10 km do Centro de Aracaju, sendo portanto uma área de migração pendular. A relação da maioria desses moradores com a sede do município é meramente cartorial.
Em meados dos anos 1990 acontecem novas perdas de territórios para a Aracaju. Robalo, Náufragos, Mosqueiro, Areia Branca e São José, as últimas áreas litorâneas de São Cristóvão, além da Terra Dura (atual bairro de Santa Maria), Aloque e parte da Jabotiana (a outra metade já fazia parte da capital) foram cedidos. O prefeito Armando Batalha alegava não dispor de recursos para gerir uma área tão grande. Foi duramente criticado por opositores que o acusavam de entreguista — já que o litoral é uma região de campos petrolíferos, o que gera royalties ao município — e incapaz de desenvolver projetos para a região, principalmente do ponto de vista turístico, uma vocação natural da cidade. Em 2009, o juiz de São Cristóvão, Manoel Costa Neto, proferiu ação liminar que determinava a reincorporação dessas áreas, o que impedia a cobrança de tributos por Aracaju. No entanto, essa liminar foi derrubada no pleno do Tribunal de Justiça de Sergipe pelo Desembargador Roberto Porto. Em sua decisão, o desembargador aponta que "que grande parte dos serviços que serão prejudicados, para serem novamente implementados, terão que ser alvo de processo licitatório ou concurso público o que ressalta, ainda mais, a necessidade de suspensão da decisão". E conclui: "em face do exposto, DEFIRO a suspensão de execução da decisão de antecipação de tutela nº 0020/2006, prolatada na Ação Civil Pública nº 200883000431".
O atual avanço imobiliário na área da Jabotiana desde 2002 começa a penetrar em território sancristovense através dos povoados Várzea Grande e Cabrita, o que pode gerar novas tensões sobre limites municipais entre Aracaju e São Cristóvão.
A construção no fim dos anos 1990 do Complexo Penitenciário Carvalho Neto (COPENCAN) na entrada da cidade, às margens da BR-101, também foi muito questionada quanto aos prejuízos econômicos que poderia trazer ao turismo histórico.

## Tecido urbano
São Cristóvão guarda, desde a fase colonial, alguns edifícios históricos e tradições, tais como as romarias e as festas religiosas. A festa de Nosso Senhor dos Passos, por exemplo, ainda atrai fiéis de vários estados do Brasil.
A paisagem urbana da sede de São Cristóvão inclui a topografia acidentada do morro da Cidade Alta, e a Cidade Baixa, à beira do rio Paramopama.
O outro núcleo urbano de São Cristóvão está a 16 km do centro da cidade. O complexo do Rosa Elze abriga mais da metade da população do município. É lá que estão os conjuntos Eduardo Gomes (um dos maiores núcleos habitacionais de Sergipe), Luiz Alves e Tijuquinha, que compõem parte da área urbana do município conurbada à malha urbana de Aracaju. Atualmente, muitos estudantes da UFS oriundos de outros estados residem no bairro Rosa Elze.

## Bairros e povoados
- Aldeia
- Alto da Colina
- Alto da Divineia
- Alto de Itabaiana
- Alto Santo Antônio
- Aningas
- Arame I
- Arame II
- Assentamento Nova Canaã
- Barreiro
- Caípe Velho
- Cajueiro
- Cardoso
- Cabrita
- Camboatá
- Camboatá 2 (trevo de acesso)
- Centro (Cidade Alta e Cidade Baixa)
- Colônia Miranda
- Complexo do Rosa Elze: Conjunto Brigadeiro Eduardo Gomes, Conjunto Lafaiete Coutinho, Conjunto Luiz Alves, Conjunto Madre Paulina, Conjunto Maria do Carmo 3, Jardim Rosa Elze, Jardim Universitário, Loteamento Tijuquinha, Loteamento Rosa do Oeste, Loteamento Nosso Lar (também conhecido por Quilombo).
- Country Club
- Cristo Redentor
- Estiva
- Feijão
- José Batalha de Góis
- Lauro Rocha
- Madalena de Góis
- Marcelo Déda (antiga Jabotiana Sul)[12]
- Mosqueiro[13]
- Parque Santa Rita
- Pedreiras
- Pintos
- Quissamã
- Recanto dos Passarinhos
- Rita Cacete[14][15]
- Terra Dura
- Tinharé
- Umbaubá
- Vale do Amanhecer
- Várzea Grande

## Patrimônio cultural
A cidade foi tombada pelo Instituto do Patrimônio Histórico e Artístico Nacional em 23 de janeiro de 1967 ao ter sido inscrita no livro de tombo arqueológico, etnográfico e paisagístico nacional. Enquanto isso, em nível estadual, a cidade já havia sido elevada a categoria de Cidade Histórica pelo Decreto-lei nº. 94 de 22 de junho de 1938 pelo Governador-Interventor Eronildes Ferreira de Carvalho.
Os principais edifícios históricos do centro de São Cristóvão como também a cidade alta possuem acautelamento governamental, ou seja, tombamento. A Igreja e Convento de Santa Cruz, ou de São Francisco, e onde também funciona o Museu de Arte Sacra, foi o primeiro monumento tombado no Estado de Sergipe pelo IPHAN em 1941. Posteriormente, realizou-se o procedimento à Igreja Matriz de Nossa Senhora da Vitória, Igreja do Rosário dos Homens Pretos e o Conjunto Carmelita (que conta com a Igreja e Convento do Carmo, e a Igreja da Ordem Terceira que é mais conhecida como Igreja de Nosso Senhor dos Passos) em 1943. Ainda naquele ano foram tombados os sobrados de Balcão Corrido da Praça da Matriz, o da Praça de São Francisco e o da Rua Messias Prado. No ano seguinte de 1944, foi a vez da Igreja e Antiga Santa Casa de Misericórdia, que hoje é o Lar Imaculada Conceição. E por fim, no ano de 1962, a Igreja do Amparo dos Homens Pardos.
Além dos monumentos tombados pelo IPHAN, foi realizado esse mesmo procedimento pelo governo estadual no Museu do Estado por decreto de 2003. No entanto, esse prédio pode ser considerado protegido pelo Estado conforme o texto do Decreto-lei nº. 94 desde 1938.
O município ainda possui bens remanescentes dos antigos engenhos que possuem inestimável valor cultural. Contudo, apenas duas capelas rurais de antigos engenhos em São Cristóvão possuem tombamento, a do Poxim pelo (IPHAN em 1943) e a de Itaperoá pelo Governo Estadual, no início dos anos oitenta próxima a Itaporanga d'Ajuda. Esta última está completamente abandonada e em processo de arruinamento, ou seja, sério risco de desaparecer.
Em 1 de agosto de 2010, em Brasília, o Comitê do Patrimônio Mundial da UNESCO (Organização das Nações Unidas para a Educação, a Ciência e a Cultura) anunciou a praça São Francisco, em São Cristóvão (SE), como o mais novo patrimônio cultural da humanidade. Com essa decisão, anunciada pelo ministro da Cultura, à época Juca Ferreira, subiu para 18 o número de locais declarados patrimônio da humanidade no Brasil.

### Igreja e Convento de Santa Cruz

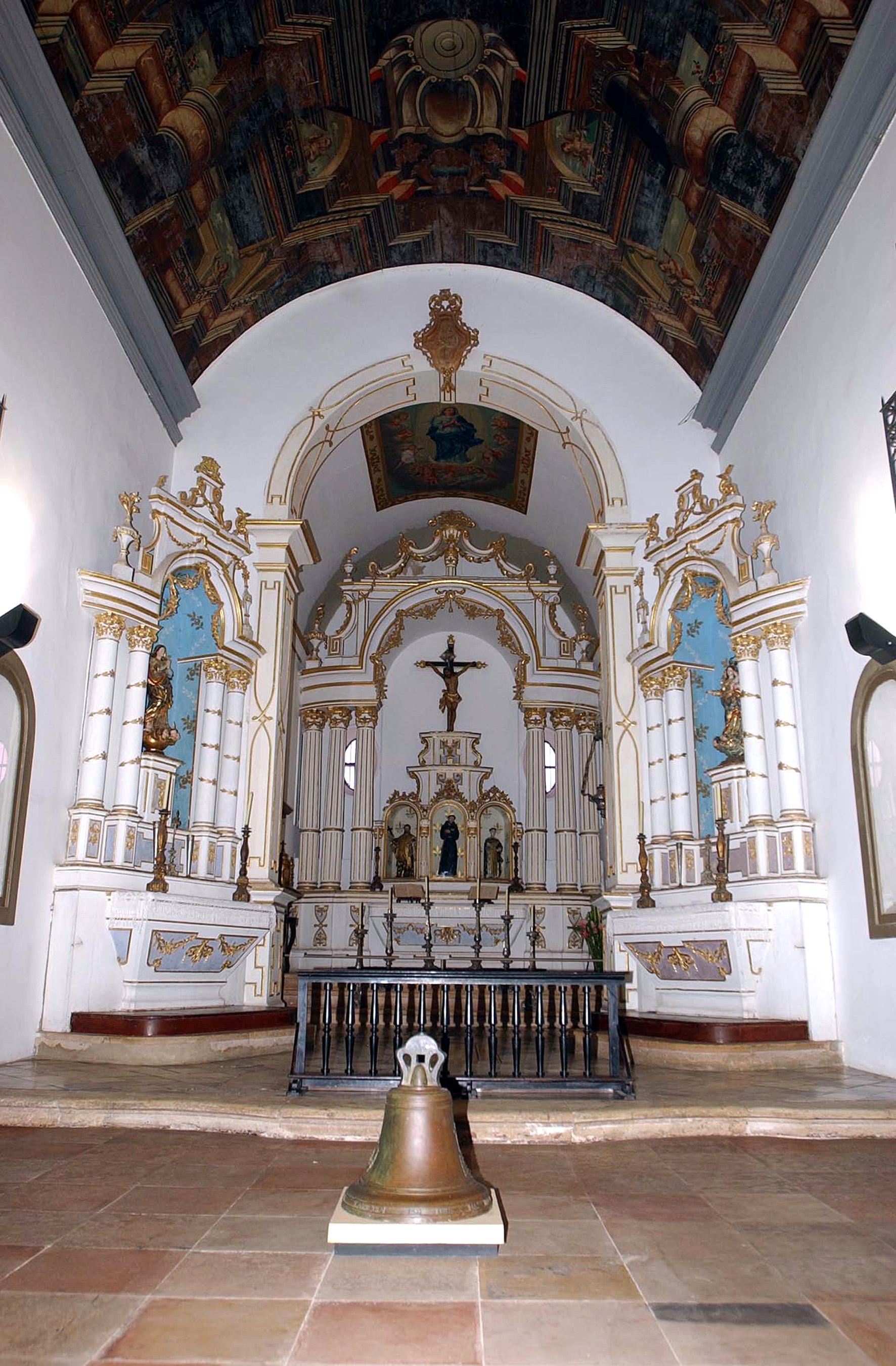
Interior da Igreja

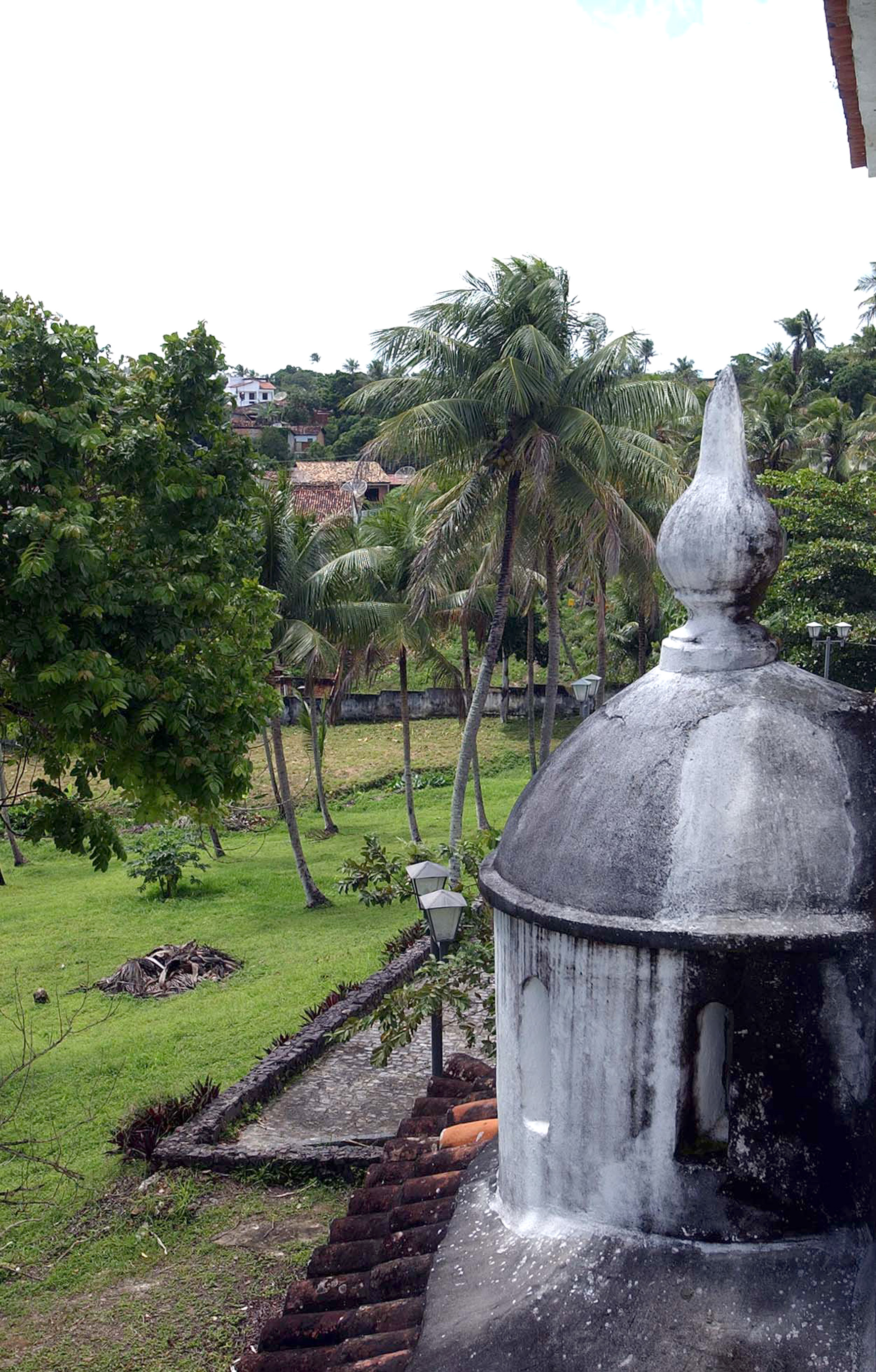
Detalhe

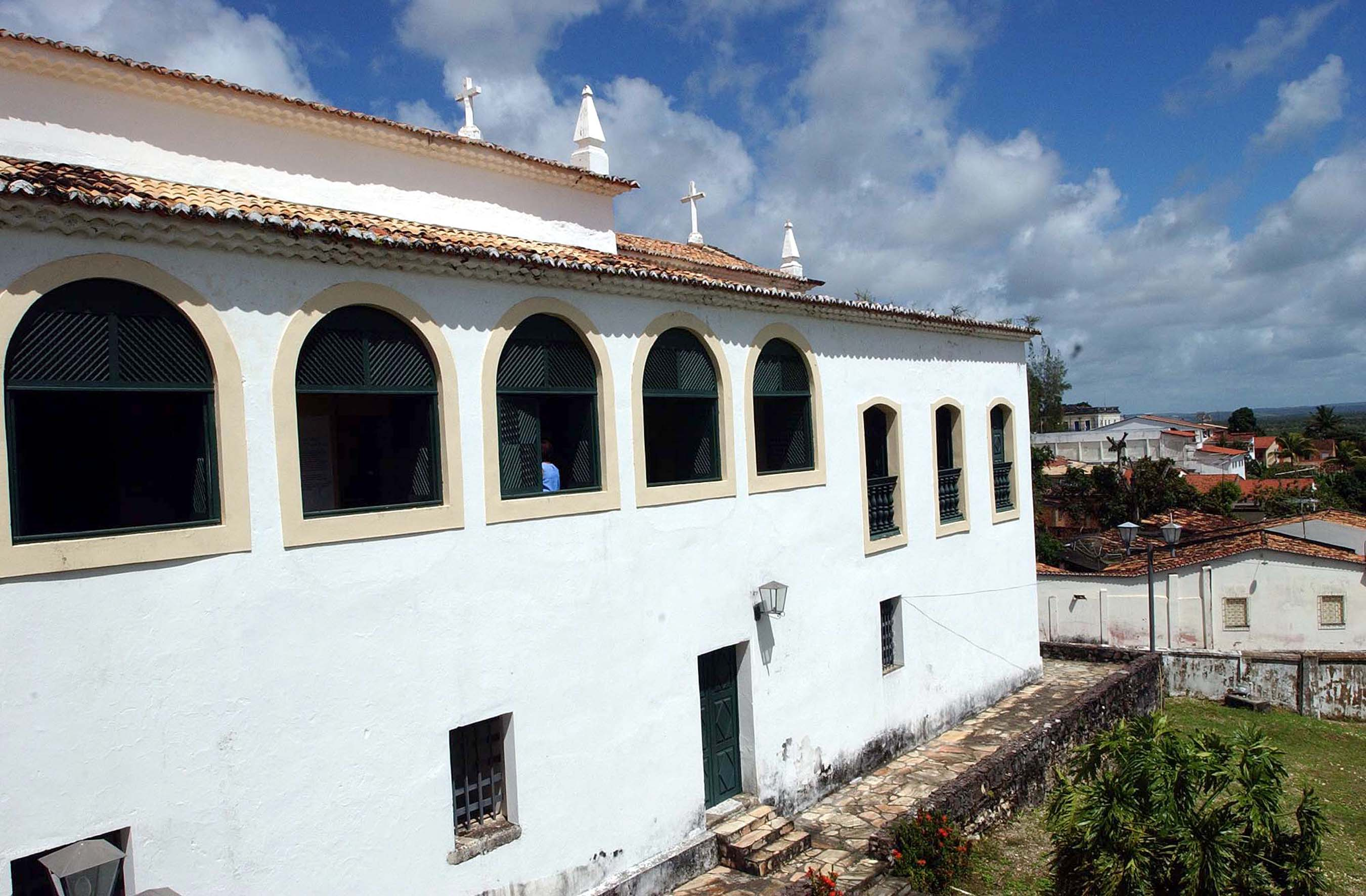
Vista parcial

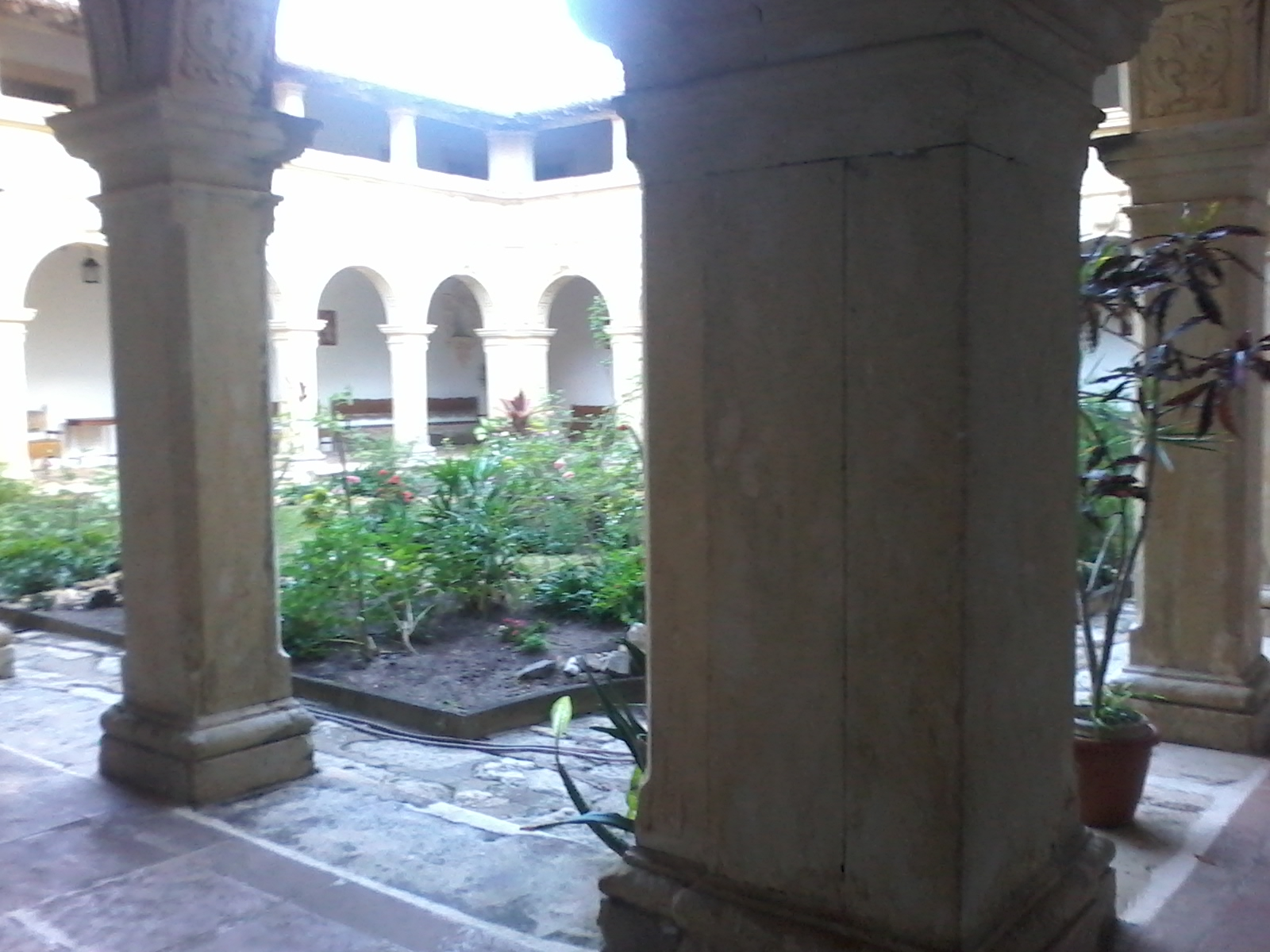
Interior do convento de São Francisco

O convento de Santa Cruz também é conhecido como São Francisco.
O terreno onde se encontra o convento de Santa Cruz foi doado pelo Sargento-mor Bernardo Correa Leitão através de escritura emitida em 1659. A pedra fundamental para o convento só foi lançada em 1693. O capital investido na construção foi conseguido através de esmolas recolhidas entre a população da cidade.
Durante o século XIX as instalações do convento foram utilizadas pela Assembleia Provincial, bem como pela tesouraria-geral da província. As tropas que foram combater os revoltosos de Canudos, em 1897, ficaram hospedadas naquele local.
Ainda em meados do século XIX, a primeira torre sineira ameaça desabar em virtude da sua base ser de adobe (tijolo de barro cru) e não suportar o peso. Então o governo estadual resolve construir uma nova torre, porém com a mudança da capital para Aracaju, a segunda torre não é acabada.
Com a proibição de novos ingressos nas ordens religiosas, no reinado de D. Pedro II, a construção ficou abandonada até 1902, quando foi reformada por frades alemães. Da reforma o padre Schimidt finaliza a torre sineira em 1908. Entretanto a sua forma lembrava um capacete antigo. Razão pela qual, o frei italiano Raffand novamente a reformaria em 1938, dando-lhe uma feição Art Déco, que era visivelmente desproporcional. Essa torre era gritante e havia muitas, o que às vezes induziu a população a pensar que aquela era a original, apesar de ser pelo menos a terceira. A sua estética Art Déco contrastava com o estilo colonial do conjunto franciscano. O IPHAN, após o tombamento em 29 de dezembro de 1941, decide retirá-la e em seu lugar é erguida a atual torre em 1943, cujo estilo melhor se integra ao conjunto arquitetônico.
A igreja possui pórtico formado por quatro arcos em pedra. O pórtico é fechado por gradil em ferro. Na parte superior o frontão é formado por volutas e possui nicho em seu centro. Logo abaixo temos óculo encimado por cornijamento, que neste trecho forma um arco. Mais abaixo encontramos três janelas de ombreiras decoradas, verga curva, envidraçadas com vedação em guilhotina. A construção possui torre lateral única com janela semelhante às anteriores, mas possuindo vedação em treliça. As janelas sineiras possuem vãos em verga curva. A torre é encimada por coruchéus. A portada da igreja possui ombreiras trabalhadas em pedra e folhas almofadadas. No interior, a capela-mor possui altar com dossel sustentado por oito colunas torsas com entalhamento dourado e nicho central. O arco cruzeiro é realizado em madeiramento com entalhes dourados e escudo. A nave possui dois altares laterais com colunas torsas, entalhes em motivos fitomórficos e douramento. As tribunas possuem balaustrada em madeiramento e o púlpito é realizado em madeiramento decorado. A separação entre a nave e a capela-mor é feita através de gradil em balaústres. O coro também possui balaustrada em madeiramento. O convento está localizado à direita da igreja. A construção possui portada com ombreiras em pedra, verga curva e vedação em folhas almofadadas. A portada é encimada por cimalha e escudo. As janelas possuem ombreiras em pedra, verga curva, cimalha e vedação em folhas almofadadas. No piso superior existem balcões com guarda-corpo em ferro. O telhado é em duas águas, possuindo pináculos e cruz. A parte interna possui claustro cercado por arcadas em pedra. A parte interna dos arcos é decorada com motivos florais, enquanto a externa é feita quase que somente por motivos geométricos. O guarda-corpo da varanda também possui decoração em motivos geométricos. No telhado o beiral é sustentado por cachorros. Em frente ao convento há um cruzeiro com base de pedra e cruz de madeira.
Atualmente, o convento abriga o Museu de Arte Sacra.

### Convento do Carmo
Presume-se que a construção do imóvel tenha sido comandada pelos carmelitas. O convento foi fundado em 1699. A capela foi ampliada em 1739 e presume-se que as obras tenham sido terminadas em 1745 ou 1766, estando esta última data gravada no frontispício da igreja.
O convento situa-se na cidade alta, na praça do Carmo. A fachada da igreja é enquadrada por cunhais. A parte inferior possui pórtico formado por cinco arcos em pedra (três frontais e dois laterais). A igreja possui uma portada principal ao centro com ombreira e verga curva em pedra, vedação em folhas almofadadas. Existem duas outras semelhantes ao lado desta última, mas de menor tamanho. A parte superior possui frontão ladeado por coruchéus, com volutas e decoração com anjos e motivos florais. No frontão também está localizado o óculo. Na altura do coro existem três janelas retangulares com ombreiras e vergas retas. As janelas são encimadas por cimalha e decoração em motivos florais. O telhado é em duas águas. Do lado esquerdo há janela sineira com sino datado de 1831. O interior possui altares em madeira com entalhamento em motivos fitomórficos. O púlpito possui taça esculpida. As tribunas possuem gradil em madeira, assemelhando-se ao gradeamento existente no coro.
O convento possui janelas externas retangulares com ombreiras lisas. Internamente a construção possui claustro circundado por arcos (cinco de um lado e nove do outro). Os arcos são sustentados por colunas em cantaria. A parte superior possui janela de ombreiras lisas e verga curva possuindo guarda-corpo em alvenaria. Do lado esquerdo, acima das janelas, existe outro pavimento o qual possui janelas retangulares com vedação em folhas lisas. No centro do pátio encontra-se um jardim. No andar térreo existem quatro salas e outras dependências para hospedaria, enquanto na parte superior encontram-se as celas dos frades.
Ao lado direito, temos a Igreja da Ordem Terceira do Carmo, mais conhecida como Igreja de Senhor dos Passos, local de peregrinação durante a festa que leva o seu nome. A portada é em cantaria com volutas e estátua, datada de 1743. O interior possui altar-mor em talha de madeira em estilo rococó e seis altares laterais em estilos tardo-barrocos. O forro da capela-mor está sendo restaurado e nesse processo se descobriu que embaixo da pintura lisa havia uma pintura em perspectiva ilusionista barroca, após a intervenção de restauração essa será a sua nova imagem, uma valiosa obra de arte. Possui ainda um pequeno claustro interno.
Desde 2003, o conjunto carmelita voltou a ser novamente administrado pela Ordem Carmelita de Pernambuco, após mais de um século. Já que os carmelitas se vão ao final do período imperial e a partir de 1922 o convento seria comandado pela Ordem das Irmãs Clariças Concepcionistas.

### Igreja Matriz de Nossa Senhora da Vitória
Em meados do século XIX, ela passa por outra grande reforma, quando recebe a atual decoração do interior em talha de madeira da escola neoclássica baiana.

### Antiga Igreja e Santa Casa de Misericórdia
Hoje abriga o Lar Imaculada Conceição, administrado pelas Irmãs Clarissas Concepcionistas. Servindo de escola de ensino fundamental e asilo para freiras idosas.
Sabe-se que no início do século XVII já existia a Igreja da Misericórdia, fato atestado pelo testamento de Baltazar Barbuda, de março de 1627, que solicitou que o seu corpo fosse enterrado na Igreja da Santa Misericórdia.
O hospital da Misericórdia estava funcionando na época da visita de D. Pedro II em 1860. Porém, em torno de 1870, o hospital perde a subvenção governamental, da qual fora dependente desde a independência do país, por ter ficado os anos precedentes sem "médico ou botica" e portanto não ter tido condições de prestar os serviços esperados de auxílio aos enfermos. Esta é a razão pela qual o hospital fechou pouco tempo depois.
A partir de 1922, após o período de abandono do prédio, as Irmãs Missionárias da Irmandade Conceição Mãe de Deus começam a administrar e utilizar o prédio, iniciando nesse período o funcionamento do orfanato.
É formado pela Igreja e a ala do antigo hospital que são ligadas pela torre sineira com grande equilíbrio e riqueza de estilo. Este conjunto forma um pátio interno quadricular com jardim e partes cobertas. Portada de capela trabalhada em cantaria. Janelas do antigo hospital com coroamento em pedra calcária. No interior da Igreja, destaca-se o painel óleo sobre tela, ao fundo do Altar-mor neoclássico, denonimado “A Visitação”, cuja autoria foi atribuída ao grande pintor baiano José Theófilo de Jesus.

### Sobrado com balcão corrido
Destaque entre os exemplares da arquitetura civil sancristovense. Presume-se que a construção seja datada do século XVIII. A construção foi realizada em taipa em quase toda a sua totalidade, porém, na confecção do frontispício e de alguns pilares utilizou-se alvenaria de pedra ou tijolo.
O sobrado apresenta em toda a fachada principal (piso superior) uma varanda saliente com o seu madeiramento possuindo entalhamento em volutas e motivos florais que o torna especial e destaque na paisagem histórica urbana. O acesso à varanda é feito através de cinco portas em arco abatido, com vedação em folhas lisas. No piso inferior existem seis portas não alinhadas no mesmo estilo.
A fachada lateral direita possui no piso superior quatro janelas em arco abatido e vedação em folhas lisas. A parte inferior possui cinco portas em arco abatido e folhas lisas. A fachada posterior possui duas janelas retangulares de folhas lisas. O telhado apresenta beiral sustentado por cachorros.

## Culinária regional
No Povoado Cabrita, as compotas de frutas produzidas, tradição passada das mãe para as filhas, são vendidas em várias cidades sergipanas. E uma quantidade significativa é levada para ser vendida no Mercado Municipal de Aracaju.

### Grupos folclóricos
Caceteira, Chegança, Samba de Coco, Dança do Langa, Reisado, São Gonçalo, Taieira, entre outros.

## Economia
São destaques no município a agricultura (cana-de-açúcar), a indústria da pesca (peixes, mariscos e camarão), pecuária (bovinos) e turismo (cultural).

## Ensino Superior
Em São Cristóvão está sediada a Universidade Federal de Sergipe, no bairro Rosa Elze, maior instituição de ensino superior do estado.
No povoado Quissamã está um campus do Instituto Federal de Educação, Ciência e Tecnologia de Sergipe (IFS), voltado para área agrícola.